# N'Goné Fall
Pour les articles homonymes, voir Fall.
N'Goné Fall, née à Dakar en 1967, est une spécialiste en ingénierie culturelle et commissaire d'exposition sénégalaise.

## Biographie
N'Goné Fall est née à Dakar où elle a grandi. Elle est diplômée avec mention de l'École spéciale d'architecture (ÉSA) à Paris et a reçu le prix du meilleur diplôme en 1993 sous la direction de son professeur Paul Virilio. En 1994, elle quitte l'atelier d'architecture François Gréther pour rejoindre Revue noire, le premier magazine d'art africain contemporain, comme assistante éditoriale avant de devenir directrice éditoriale en 1996 jusqu'à la fermeture de la maison d'édition fin 2001. Avec Jean-Loup Pivin, elle dirige l'ouvrage Anthologie de l'art africain du XXe siècle (it) : « notre objectif était de fonder un réseau d’historiens et historiennes de l’art, de préférence du continent, afin de donner la priorité aux spécialistes dans chaque pays et de partager nos connaissances avec un public plus large ».
Par la suite, elle devient commissaire indépendante, écrivaine et spécialiste en ingénierie culturelle, menant des projets en Europe, en Afrique, en Asie, dans les Caraïbes et aux États-Unis. Elle a organisé sa première exposition en 1996 lors de Dak'Art, la biennale d'art contemporain africain à Dakar, au Sénégal. Elle a été commissaire invitée aux Rencontres de la photographie africaine de Bamako, au Mali en 2001 et à la biennale d'art contemporain africain de Dakar, au Sénégal en 2002. Parmi ses activités de commissariat : L'Afrique par elle-même, un siècle de photographie africaine à l'Iziko South African National Gallery et au Castle of Good Hope en 1998 à Cape Town, Afrique du Sud ; En Français sous l'image à la Maison Européenne de la Photographie en 2006 à Paris, France ; Contact Zone au Musée National du Mali en 2007 à Bamako, Mali ; Localities au Musée d'art contemporain en 2009 à Roskilde, Danemark ; When Things Fall Apart. Critical Voices on the Radars au Trapholt Museum en 2016 à Kolding, au Danemark ; En Quête de Liberté : carte blanche à El Anatsui à La Conciergerie en 2021 à Paris, France.
En 2004 elle fonde à Dakar avec Sylviane Diop l'association GAW (it), une plateforme destinée à la recherche et la production dans le domaine de l'art numérique pour interroger « l'interdépendance entre la réalité numérique et l'espace public et social ».
Elle a été professeure à l'université Senghor d'Alexandrie en Égypte au sein du département des industries culturelles de 2007 à 2011.
Elle s'active à révéler des femmes artistes du continent africain et contribue au catalogue de l’exposition sur l’art féministe dans le monde, Global Feminisme, tenue en 2007 au Brooklyn Museum de New York.
En tant que consultante en ingénierie culturelle, elle est l'auteur de plans d'orientation stratégique, d'études de programmation et de rapports d'évaluation pour des institutions culturelles nationales et internationales.
En 2011, elle participe à la réflexion sur la réforme des institutions culturelles néerlandaises, puis sur la stratégie d'exportation culturelle de la Barbade.
En 2016, elle préside le jury de la Biennale de Dakar.
En juillet 2018, elle est nommée par le président français Emmanuel Macron Commissaire générale, de la Saison Africa2020, une série de plus de 1 500 projets culturels, scientifiques et pédagogiques organisés dans toute la France de décembre 2020 à septembre 2021. En 2024, N'Goné Fall fait partie du comité de sélection qui choisit le directeur artistique de la Documenta Sixteen.

## Activités

### Publications
- Anthologie de la photographie africaine et de l'Océan indien, 1998 (trois éditions en français, anglais et portugais), Éditions Revue Noire, 1998. Responsable de la publication avec Pascal Martin Saint Leon et Jean-Loup Pivin.
- avec Jean-Loup Pivin : Anthologie de l'art africain du XXe siècle (it) (trois éditions en français, anglais et portugais), Éditions Revue Noire, 2001[9].
- Photographes de Kinshasa (République démocratique du Congo), Éditions Revue Noire, 2001, 128 pages  (ISBN 2-909571-53-X).
- Revue noire Angola, no 29, 1998.
- Revue noire, African Fashion, Contemporary African design in fashion, accessories, products in Africa and Europe, no 27
- Revue noire, Éthiopie, Djibouti et Érythrée, no 24, 1997.
- Revue noire, African Cooking, no 23, décembre 1996.
- Revue noire Bénin, no 18, septembre 1995.

### Essais et contributions
- Providing a Space of Freedom: Women Artists from Africa in Global Feminisms, 2007[10].
- Incubator for a Pan-African Roaming Biennial, durante Manifesta 8, Murcia, 2010[11].